# Homoneura lugubris
Homoneura lugubris är en tvåvingeart som först beskrevs av Meijere 1910.  Homoneura lugubris ingår i släktet Homoneura och familjen lövflugor. Inga underarter finns listade i Catalogue of Life.